# Arnold Martignoni

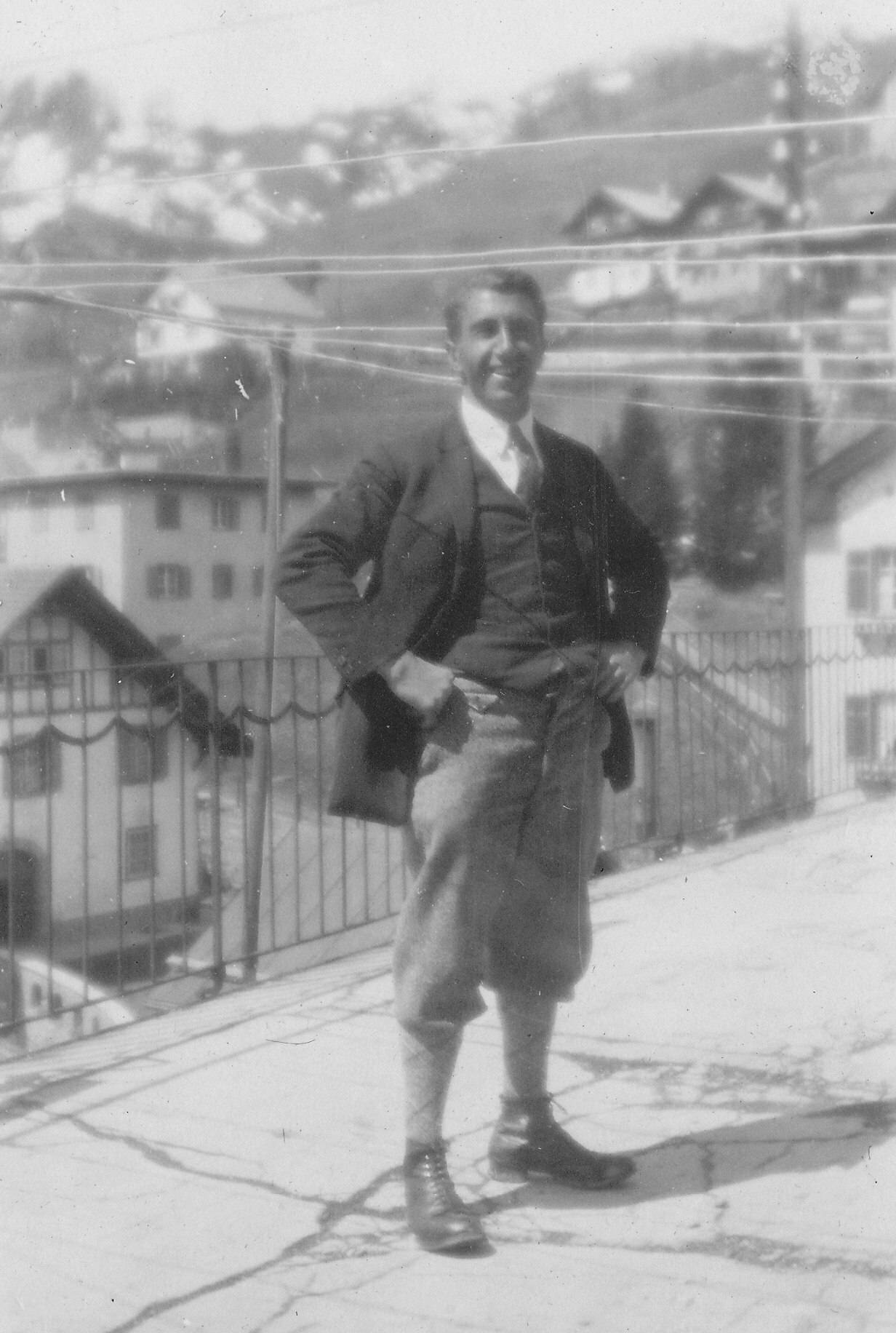
Arnold Martignoni

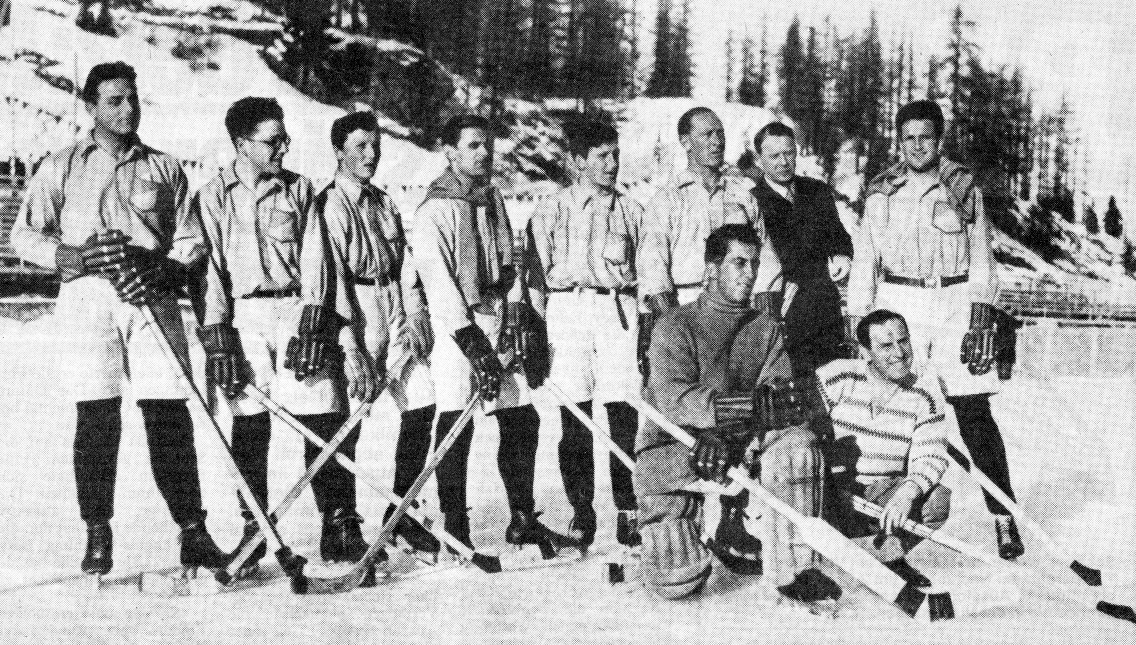
EHC St. Moritz 1928

Arnold Giovanni Martignoni (* 19. Mai 1901 in St. Moritz; † 9. März 1984 in Samedan) war ein Schweizer Eishockeytorhüter.

## Leben
Martignoni wurde als Sohn von Luigi Ferdinando Martignoni (* 5. Februar 1870; † 15. Dezember 1944) in St. Moritz geboren und wuchs dort auf. 1917 bis 1920 absolvierte er eine erfolgreiche Lehre als Spengler in den Lehrstätten der Stadt Bern. 1932 heiratete er Orsina Tgetgel (* 7. April 1905; † 23. Mai 1974 in Samedan).

## Karriere
Seit seinem zehnten Lebensjahr war Arnold Martignoni aktiver Eishockeyspieler beim EHC St. Moritz. Nach einem Aufenthalt in den USA (1924 bis 1925) war er von 1926 bis 1928 Torhüter der Schweizer Eishockeynationalmannschaft. Mit dieser gewann er bei der Europameisterschaft 1926 im heimischen Davos die Goldmedaille. Ausserdem nahm er 1928 an den Olympischen Winterspielen teil und gewann mit dem Team die Bronzemedaille. Da das olympische Turnier gleichzeitig auch als Welt- und Europameisterschaft diente, wurde die Schweiz zugleich WM-Dritter beziehungsweise durch die Streichung des Olympiasiegers Kanada aus der europäischen Wertung Vizeeuropameister. Aufgrund eines Trainingsunfalls, bei dem er unabsichtlich von einem Puck im Auge getroffen wurde, beendete Martignoni 1929 seine sportliche Karriere.

## Erfolge und Auszeichnungen
- Goldmedaille bei der Eishockey-Europameisterschaft 1926
- Bronzemedaille bei den Olympischen Winterspielen 1928
- Bronzemedaille bei der Eishockey-Weltmeisterschaft 1928
- Silbermedaille bei der Eishockey-Europameisterschaft 1928